# Fiat Scudo

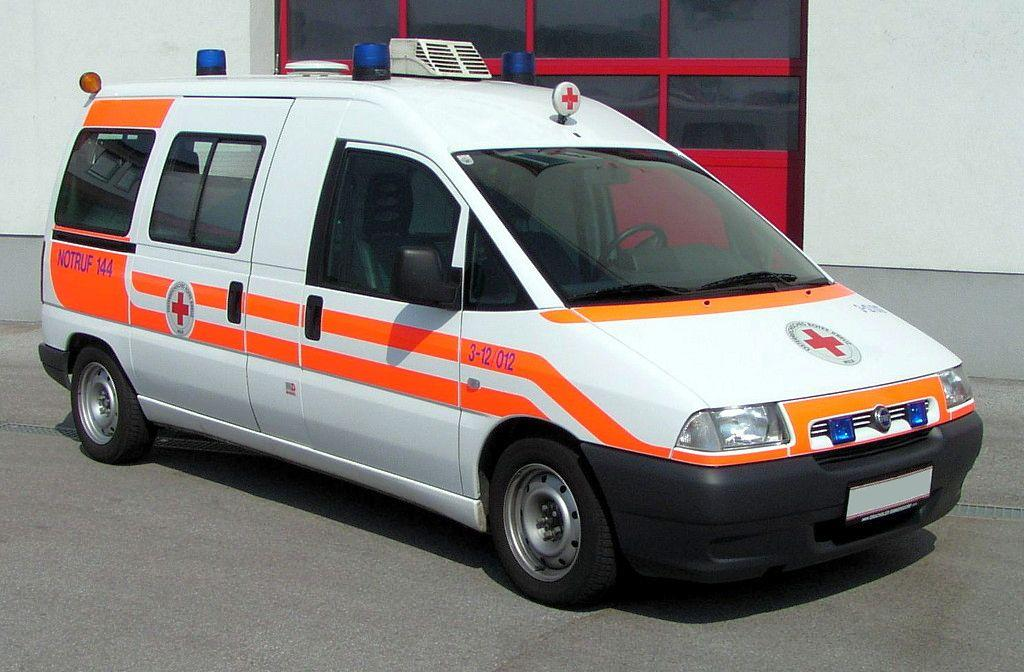
Fiat Scudo

Fiat Scudo är ett nyttofordon som introducerades 1995. Modellen kom till under ett samarbete med PSA-gruppen (Peugeot och Citroën), vars modeller Expert och Jumpy är näst intill identiska med Scudo. Modellerna har också mycket gemensamt med den så kallade Eurovanserien från 1994 (Fiat Ulysse, Peugeot 806, Citroën Evasion och Lancia Zeta). 
Scudo finns endast i ett utförande i Sverige; nämligen som täckt skåpbil. På andra marknader finns även en modell anpassad för persontransport (Combinato) med kapacitet för upp till 7 personer. Tre dieselmotorer är tillgängliga, med 69, 94, respektive 109 hästkrafter. Lastvolymen är 4 m³. Scudo ansiktslyftes år 2004. En ny generation lanserades 2006 och ersattes 2016 av Fiat Talento.